# Gmina Opatowiec
Die Gmina Opatowiec ist eine Stadt-und-Land-Gemeinde im Powiat Kazimierski der Woiwodschaft Heiligkreuz in Polen. Ihr Sitz ist die gleichnamige Stadt, mit 329 Einwohnern die kleinste Stadt des Landes (2019).

## Geographie
Die Gemeinde grenzt im Osten an die Weichsel.

## Geschichte
Zum 1. Januar 2019 wurde Opatowiec wieder zur Stadt erhoben und die Gemeinde erhielt ihren heutigen Status.

## Gliederung
Zur Stadt-und-Land-Gemeinde (gmina wiejska) Opatowiec gehören folgende 20 Dörfer mit einem Schulzenamt:
Charbinowice
Chrustowice
Chwalibogowice
Kamienna
Kobiela
Kocina
Kraśniów
Krzczonów
Ksany
Kęsów
Ławy
Mistrzowice
Opatowiec
Podskale
Rogów
Rzemienowice
Senisławice
Trębaczów
Urzuty
Wyszogród